# Кохання акторки Сумако
«Кохання акторки Сумако» (яп. 女優須磨子の恋, Joyū Sumako no koi) — японський фільм 1947 року, поставлений режисером за п'єсою Хідіо Нагати «Кохання акторки Сумако» з Кінуйо Танакою та Со Ямамурою в головних ролях.

## Сюжет
Початок XX століття. У театральній школі, одна з цілей якої — здолати рамки театру кабукі та наслідувати ідеали сучасного зарубіжного театру, — 42-річний Сімамура закінчує лекцію про Ібсена. Він говорить про конфлікт між необхідністю жити чесно і гіркою реальністю суспільного життя. «Щирість, що стикається з відчайдушними ситуаціями, — говорить він на закінчення, — ось яка головна характеристика ери сучасного театру, яку відкрив для нас Ібсен». На зборах шкільного начальства йому дозволяють постановку «Лялькового будинку». Але з вимогою — знайти гідну акторку на роль Нори. Акторка Сумако Мацуї вирішила піти від другого чоловіка. Вона пояснює Сімамурі, що намагалася накласти на себе руки після двох невдалих шлюбів. Вона зможе миритися з життям, лише повністю розкрившись як жінка і як акторка. Сімамура впевнений, що знайшов в ній свою Нору.
Починаються репетиції. У пошуках досконалості Сумако вдень і вночі працює над текстом. Сімамура відмовляється прийти на офіційне знайомство його доньки з нареченим. Такі формальності здаються йому застарілими. Він вважає, що його донька сама повинна знайти кохання та вибрати собі відповідного чоловіка. Але донька засмучена його рішенням: вона думає, що на все життя залишиться без чоловіка. Прем'єра «Лялькового будинку» проходить з успіхом. Сімамура і Сімако не хочуть більше розлучатися: тепер для них головне — тільки спільна робота на сцені. І він, і вона кидають сім'ї й починають жити разом. Друг Сімамури говорить, що готовий йому допомогти. Акторка і режисер засновують Художній театр, який проживе лише рік, а потім стане жертвою внутрішніх розбратів.
Через фінансові негаразди Сумако, яка тріумфально зіграла у «Воскресінні» за Толстим, вимушена брати участь у тривалих гастрольних турне, які виснажують її, позбавляючи можливості працювати на повну силу. Після цього трупа нарешті здобуває постійне місце для репетицій, і державний театр надає для їх вистав свою сцену. Сумако хворіє ось вже декілька днів. Потім Сімамура втрачає свідомість на репетиції. Його хворобу, важку форму пневмонії, не сприймають серйозно, але через декілька днів він помирає. Сумако думає, що без нього більше ніколи не зможе грати. Проте, вона знову виходить на сцену, і знову її чекає успіх. Часом вона запитує у портрета Сімамури, чи добре вона зіграла. Вона грає головну роль в «Кармен». У антракті вона продовжує невпинно репетирувати і закликає партнера проявити більше пристрасті в сцені вбивства. Стає відомо, що вона наклала на себе руки після вистави. Стоячи поряд з її тілом, заваленого квітами, друзі і колеги віддають останні почесті їй і Сімамурі: людям, що проклали шлях сучасному театру.

## У ролях
| • Кінуйо Танака   | … | Сумако Мацуї     |
| • Со Ямамура      | … | Хогецу Сімамура  |
| • Ейдзіро Тоно    | … | Сьойо Цібеті     |
| • Кікуе Морі      | … | Ітіко Сімамура   |
| • Тіеко Хігасіяма | … | Сінней Накаяма   |
| • Теруко Кісі     | … | Сен              |
| • Ейтаро Одзава   | … | Кітідзо Накамура |

## Знімальна група
- Автор сценарію — Йосіката Йода за п'єсою Хідіо Нагати «Кохання акторки Сумако»
- Режисер-постановник — Кендзі Мідзогуті
- Продюсер — Хісао Ітоя
- Оператор — Мінору Мікі
- Композитор — Хісато Осава
- Художник-постановник — Хісао Ітоя
- Художник по костюмах — Шима Накамура
- Художник-декоратор — Мотокічі Ямагучі
- Артдиректор — Ісаму Мотокі
- Монтаж — Тацуко Сакане

## Визнання
| Нагороди та номінації фільму «Кохання акторки Сумако» | Нагороди та номінації фільму «Кохання акторки Сумако» | Нагороди та номінації фільму «Кохання акторки Сумако» | Нагороди та номінації фільму «Кохання акторки Сумако» | Нагороди та номінації фільму «Кохання акторки Сумако» | Нагороди та номінації фільму «Кохання акторки Сумако» |
| Рік                                                   | Кінофестиваль/кінопремія                              | Категорія/нагорода                                    | Номінант                                              | Результат                                             |                                                       |
| ----------------------------------------------------- | ----------------------------------------------------- | ----------------------------------------------------- | ----------------------------------------------------- | ----------------------------------------------------- | ----------------------------------------------------- |
| 1948                                                  | Премія «Майніті»                                      | Найкраща акторка                                      | Кінуйо Танака                                         | Перемога                                              |                                                       |

## Про фільм
Французький кінокритик Жак Лурселль:
|  | Сумако — передусім фільм про пристрасть, про життєву силу, що вирує в обох героях і призводить до того, що вони більше не можуть обходитися одне без одного. Ця життєва сила сама собою вимітає з їхнього приватного життя усі віджилі соціальні ритуали — точно так, як і в їхній роботі струшує пил академізму із старого театру. Це сила руйнівна, але в той же час несе звільнення; у ній є щось нещадне й пронизливе, народжене майстерністю Мідзогуті, яка в цей період досягла найвищої витонченості. |

Той самий сюжет (життя акторки Сумако Мацуї) був розкритий в тому ж році у фільмі Тейноске Кінугаси «Акторка».